# Aegosoma annulicornis
Aegosoma annulicornis är en skalbaggsart som först beskrevs av Komiya 2001.  Aegosoma annulicornis ingår i släktet Aegosoma och familjen långhorningar. Inga underarter finns listade i Catalogue of Life.